# De comoediis Plautinis
Il De comoediis Plautinis (in italiano: Le commedie di Plauto) è un'opera di Marco Terenzio Varrone, non pervenuta, appartenente al gruppo di studi storico-letterari e filologici dell'erudito reatino.
In quest'opera Varrone distinse le 130 commedie del corpus plautino in autentiche (21 fabulae), incerte (19 fabulae, dette pseudovarroniane) e spurie: tale suddivisione è detta canone varroniano (o Corpus Varronianum).
Varrone si basò non solo su dati stilistici, ma anche su documenti di archivio e sulle didascalie. Le 21 opere che egli definì autentiche sono le commedie di Plauto note oggigiorno, mentre le pseudovarroniane e le spurie sono andate perdute.